# BMW Open 2023
BMW Open 2023 — тенісний турнір, що проходив на ґрунтових кортах у місті Мюнхен, Німеччина з 17 квітня. Належав до категорії ATP 250.

## Фінальна частина

### Одиночний розряд
Гольгер Руне —  Ботік ван де Зандсгулп 6–4, 1–6, 7–6(7–3)

### Парний розряд
Александер Ерлер /  Лукас Мідлер —  Кевін Кравіц /  Тім Пюц 6–3, 6–4